# Xanthorhoe semilactescens
Xanthorhoe semilactescens är en fjärilsart som beskrevs av Inoue 1982. Xanthorhoe semilactescens ingår i släktet Xanthorhoe och familjen mätare. Inga underarter finns listade i Catalogue of Life.